# Hebecnema semiflava
Hebecnema semiflava är en tvåvingeart som beskrevs av Stein 1913. Hebecnema semiflava ingår i släktet Hebecnema och familjen husflugor. Inga underarter finns listade i Catalogue of Life.